# Ловичанка
Ловичанка (пол. Łowiczanka) — річка в Польщі, у Освенцимському повіті Малопольського воєводства. Ліва притока Скави, (басейн Балтійського моря).

## Опис
Довжина річки 10,38 км, найкоротша відстань між витоком і гирлом — 7,99  км, коефіцієнт звивистості річки — 1,30 .

## Розташування
Бере початок у селі Пйотровиці на висоті 250 м над рівнем моря (гміна Пшецишув). Тече переважно на північний схід через Подольше і у Смолиці впадає у річку Скаву, праву притоку Вісли.

## Цікавий факт
- Річку перетинає автошлях  44 (Скавіна — Затор — Освенцим — Берунь — Тихи — Міколув — Глівіце)